# 雅羅魚
雅羅魚（學名：Leuciscus leuciscus）為輻鰭魚綱鯉形目雅羅魚科的其中一種，分布於歐洲北海、波羅的海、白海和巴倫支海、黑海、裏海沿岸、伏爾加河、烏拉爾河、多瑙河到第聶伯河淡水及半鹹水流域、法國塞納河、羅納河到阿爾克河流域，並引進歐洲其他地區，如在愛爾蘭，該物種被當成捕捉梭子魚的餌魚，本魚體延長，口下位，上頷長於下頷，眼睛虹膜淡黃色，體覆蓋銀色大圓鱗，側線鱗片49-52枚，臀鰭邊緣凹陷，尾鰭分叉，背鰭硬棘2-3枚、背鰭軟條7-9枚、臀鰭硬棘3枚、臀鰭軟條8-9枚、脊椎骨42-46個，體長可達40公分，體重可達10公斤，棲息在礫石底質、水流中等至快速的河流，成群活動，成魚冬季聚集在河流下游或死水區，秋季常遷徙至產卵溪流越冬，幼魚在溪流沿岸的洞穴中過冬，捕食小型無脊椎動物。繁殖期在每年3至4月，雌魚產卵於淺礫石床上的快速流動的水中，淡黃色的卵附著在礫石和石頭上，可作為食用魚及餌魚。